# Prosoplus signatoides
Prosoplus signatoides är en skalbaggsart som beskrevs av Stefan von Breuning 1939. Prosoplus signatoides ingår i släktet Prosoplus och familjen långhorningar. Inga underarter finns listade i Catalogue of Life.